# تيم برينت
تيم برينت هو لاعب هوكي الجليد كندي، ولد في 10 مارس 1984 في كامبريدج في المملكة المتحدة.

## وصلات خارجية
- تيم برينت على موقع دوري الهوكي الوطني (الإنجليزية)
- تيم برينت على موقع دوري الهوكي للقارات (الإنجليزية)
- تيم برينت على موقع EliteProspects.com (الإنجليزية)
- تيم برينت على موقع HockeyDB.com (الإنجليزية)
- تيم برينت على موقع Hockey-Reference.com (الإنجليزية)